# Lymantria kinta
Lymantria kinta este o specie de molii din genul Lymantria, familia Lymantriidae, descrisă de Collenette 1932 Conform Catalogue of Life specia Lymantria kinta nu are subspecii cunoscute.